# Dicranella austroexigua
Dicranella austroexigua är en bladmossart som beskrevs av Brotherus 1901. Dicranella austroexigua ingår i släktet jordmossor, och familjen Dicranaceae. Inga underarter finns listade i Catalogue of Life.